# 21 април
21 април е 111-ият ден в годината според григорианския календар (112-и през високосна година). Остават 254 дни до края на годината.

## Събития
- 753 г. пр.н.е. – Ромул и Рем основават Рим.
- 1509 г. – Хенри VIII става крал на Англия след смъртта на баща си Хенри VII.
- 1526 г. – Бабур, наследникът на Чингиз хан и Тимур, разбива индийската армия и завзема Делхи.
- 1689 г. – В Англия се състои коронацията на Вилхелм III Орански и неговата съпруга Мария II Стюарт.
- 1792 г. – Русия анексира Полското кралство.
- 1836 г. – Тексаската революция: Състои се Битката при Сан Хасинто, в която тексаските войски начело със Сам Хюстън побеждават мексиканците, предвождани от ген. Антонио Лопес де Санта Ана.
- 1874 г. – Васил Друмев е ръкоположен за епископ като Климент Браницки.
- 1898 г. – Започва испано-американската война, в която Кралство Испания загубва контрола над Куба, Пуерто Рико и Филипините.
- 1918 г. – Първата световна война: Германският първокласен военен пилот Манфред фон Рихтхофен, известен като „Червения барон“, е уцелен и убит при въздушен бой над Франция.
- 1921 г. – Обявено е създаването на Арменска ССР в състава на СССР.
- 1925 г – В Букурещ футболистите на СК „Тича“ печелят първата купа в историята на българския спорт.
- 1944 г. – Жените във Франция получават право да гласуват.
- 1945 г. – Втората световна война: Съветските войски достигат предградията на Берлин.
- 1954 г. – В Чехия започва процесът против „буржоазните националисти“, сред които е и бъдещият генерален секретар Густав Хусак.
- 1956 г. – Хитът на Елвис Пресли Heartbreak Hotel е първата му песен, излязла на първо място в меродавната класация на списанието Билборд.
- 1960 г. – Официално е открита новата столица на Бразилия – град Бразилия, построена само за четири години по авангардния проект на архитекта Оскар Нимайер.
- 1963 г. – Бийтълс и Ролинг Стоунс правят съвместен концерт в Ричмънд.
- 1967 г. – Няколко дни преди парламентарните избори в Гърция, полковник Георгиос Пападопулос оглавява успешен държавен преврат и налага в страната военен режим, който продължава седем години.
- 1972 г. – Министерският съвет издава постановление за наука и подготовка на кадри чрез интегриране на научните звена на БАН с факултетите на СУ.
- 1976 г. – Валери Андре става първата жена генерал във френската армия.

- 1987 г. – Терористичната организация Тигри за освобождение на Тамил Еелам извършва атентат в столицата на Шри Ланка – Коломбо, убити са 106 души.
- 1989 г. – 100 хил. студенти се събират на площад Тянанмън (Пекин) по повод смъртта на лидера на китайските реформи Ху Яобан.
- 1999 г. – Терористи отвличат пасажерски самолет Ту-154 по линията Душанбе – Москва.

## Родени
- 1555 г. – Лудовико Карачи, италиански художник († 1619 г.)
- 1619 г. – Ян ван Рибек, нидерландски колониален администратор, основател на Кейптаун († 1677 г.)
- 1671 г. – Джон Лоу, шотландски икономист († 1729 г.)
- 1774 г. – Жан-Батист Био, френски физик († 1862 г.)
- 1782 г. – Фридрих Фрьобел, германски педагог († 1852 г.)
- 1816 г. – Шарлот Бронте, британска писателка, Джейн Еър († 1855 г.)
- 1837 г. – Фредрик Байер, датски политик, Нобелов лауреат през 1908 г. († 1922 г.)
- 1851 г. – Георги Измирлиев, български революционер († 1876 г.)
- 1864 г. – Макс Вебер, германски икономист и социолог († 1920 г.)
- 1882 г. – Пърси Уилямс Бриджман, американски физик, Нобелов лауреат през 1946 г. († 1961 г.)
- 1889 г. – Паул Карер, швейцарски биохимик, Нобелов лауреат през 1937 г. († 1971 г.)
- 1912 г. – Марсел Камю, френски режисьор († 1982 г.)
- 1915 г. – Антъни Куин, мексикано-американски актьор, художник и скулптор († 2001 г.)
- 1921 г. – Андре Стил, френски писател и публицист († 2004 г.)
- 1922 г. – Станислав Ростоцки, руски режисьор († 2001 г.)
- 1926 г. – Елизабет II, британски монарх († 2022 г.)
- 1947 г.
  - Мария Гигова, българска гимнастичка
  - Иги Поп, американски певец
- 1949 г.
  - Пламен Джуров, български композитор и диригент
  - Татяна Бек, руски поет и литературовед († 2005 г.)
- 1954 г. – Мая Оджаклиевска, северномакедонска и сръбска певица
- 1958 г.
  - Анди Макдауъл, американска актриса
  - Ива Николова, българска журналистка
- 1962 г. – Тодорка Минева, български преводач и редактор
- 1963 г. – Рой Дюпюи, канадски актьор
- 1966 г. – Валентин Игнатов, български футболист
- 1967 г. – Оля Ал-Ахмед, български преводач и журналист
- 1969 г. – Адриана Дунавска, българска гимнастичка
- 1972 г. – Северина Вучкович, хърватска попфолк певица
- 1976 г. – Грегор Салто, нидерландски диджей
- 1978 г. – Юка Невалаинен, финландски барабанист
- 1983 г. – Тодор Алексиев, български волейболист
- 1987 г. – Ашли Грийн, американска актриса
- 2003 г. – Шави Симонс, нидерландски футболист
- 2003 г. – Белин Белинов Долушанов, български политик от ПП ГЕРБ

## Починали
- 43 пр.н.е. г. – Авъл Хирций, римски политик (* 90 пр.н.е.)
- 1073 г. – Александър II, римски папа (* неизв.)
- 1109 г. – Анселм Кентърбърийски, английски теолог (* 1033 г.)
- 1142 г. – Пиер Абелар, френски философ, богослов и поет (* 1079 г.)
- 1509 г. – Хенри VII, крал на Англия (* 1457 г.)
- 1574 г. – Козимо I Медичи, велик херцог на Тоскана (* 1519 г.)
- 1699 г. – Жан Расин, френски драматург (* 1639 г.)
- 1736 г. – Евгений Савойски, австрийски пълководец и държавник (* 1663 г.)
- 1893 г. – Себастиян Лердо де Техада, президент на Мексико (* 1889 г.)
- 1906 г. – Боби Стойчев, български революционер (* ?)
- 1910 г. – Марк Твен, американски писател (* 1835 г.)
- 1915 г. – Стефан Николов, български офицер и революционер (* 1859 г.)
- 1918 г. – Манфред фон Рихтхофен, германски военен летец (* 1892 г.)
- 1924 г. – Елеонора Дузе, италианска актриса (* 1858 г.)
- 1925 г. – Коста Янков, български комунист (* 1888 г.)
- 1938 г. – Мохамед Икбал, индийски ислямски философ и поет (* 1877 г.)
- 1946 г. – Джон Мейнард Кейнс, британски икономист (* 1883 г.)
- 1966 г. – Йозеф Дитрих, германски генерал (* 1892 г.)
- 1967 г. – Анастас Ватев, български военен деец (* 1881 г.)
- 1972 г. – Хуан Карлос Кастаниньо, аржентински художник (* ?)
- 1980 г. – Александър Опарин, руски биолог (* 1894 г.)
- 1996 г. – Джохар Дудаев, чеченски лидер (* 1944 г.)
- 2003 г. – Нина Симон, американска певица и пианистка (* 1933 г.)
- 2010 г. – Хуан Антонио Самаранч, испански спортен функционер (* 1920 г.)
- 2011 г. – Бевърли Бийвър, американска писателка (* 1946 г.)
- 2025 г. – Франциск, римски папа (* 1936 г.)

## Празници
- Кения – Ден на жената
- Пакистан – Ден на поета и философа Мохамед Икбал – (1877 – 1938), духовен баща на Пакистан
- Рим – Рожден ден на града (753 пр.н.е.)
- Украйна – Ден на околната среда